# Alicja Juszkiewicz
Alicja Juszkiewicz (ur. 24 sierpnia 1992 w Olsztynie) – polska aktorka filmowa i teatralna oraz wokalistka.

## Życiorys
Urodziła się w Olsztynie. W 2016 ukończyła studia na Wydziale Aktorskim Państwowej Wyższej Szkoły Filmowej, Telewizyjnej i Teatralnej w Łodzi. Od września 2015 aktorka Teatru Nowego w Poznaniu.

## Filmografia

### Filmy i seriale
| Rok  | Tytuł              | Rola                         | Uwagi    |
| ---- | ------------------ | ---------------------------- | -------- |
| 2015 | Śpiewający obrusik |                              |          |
| 2015 | Nowy Świat         | dziewczyna karaoke           |          |
| 2015 | Komisarz Alex      | Kasia Merker, córka Mai      | odc. 79  |
| 2015 | Aż po sufit!       | pielęgniarka Zosia Kaczmarek |          |
| 2017 | PolandJa           | Pola                         |          |
| 2018 | Nina               | Malwina, siostra Niny        |          |
| 2018 | Nielegalni         | Emilia                       |          |
| 2025 | Na dobre i na złe  | Zuza                         | odc. 940 |

### Teatr Telewizji
- 2014: Brancz – Nela

## Nagrody i wyróżnienia
- 2017: Wyróżnienie jury oraz wyróżnienie dziennikarzy na 38. Przeglądzie Piosenki Aktorskiej we Wrocławiu.
- 2017: Wyróżnienie Sekcji Krytyków ZASP za rolę Heleny w „Przesileniu“ Davida Greiga i Gordona McIntyre.
- 2015: Nagroda Stowarzyszenia Filmowców Polskich za rolę Mieze w spektaklu „Kamień“ na Międzynarodowym Festiwalu Szkół Teatralnych ITSelF w Warszawie.
- 2015: Nagroda im. prof. Michała Pawlickiego ufundowana przez Ewę Mirowską i Wojciecha Malajkata za „inteligencję i nadzieję dla zawodu aktorskiego”.
- 2014: „Talent Roku“ w kategorii „Melpomene (Teatr)” przyznany przez Fundację Środowisk Twórczych w Olsztynie.